# 3879 Махар
3879 Махар (3879 Machar) — астероїд головного поясу, відкритий 16 серпня 1983 року.
Тіссеранів параметр щодо Юпітера — 3,495.